# Papiergold
Papiergold ist eine umgangssprachliche Bezeichnung für Anlagenformen ohne physisches Gold, die einem Bezug zu Gold aufweisen. Der Anleger erwirbt beispielsweise nicht die Rechte an einem bestimmten Goldbarren, sondern nur einen Anspruch auf eine bestimmte Menge des Goldes.
Zu den typischen Anlageformen zählen Goldderivate (Futures, Optionen), Zertifikate, und Goldkonten.